# Howard Rheingold
Howard Rheingold (Phoenix, Arizona; 7. srpnja 1947. –) je američki kritičar, pisac i učitelj poznat po svojoj specijalnosti u kulturnim, društvenim i političkim implikacijama suvremenih komunikacijskih medija kao što su internet, mobilna telefonija i virtualne zajednice (pojam za koji se smatra da ga je on izmislio).

## Biografija
Rheingold je rođen u Phoenixu, Arizoni. Pohađao je Reed College u Portlandu, Oregonu, od 1964. do 1968. Ime diplomskog rada mu je glasilo "Koji se život može usporediti s ovim ? Sjedim sam na prozoru, gledam kako cvijeće cvate, lišće pada, godišnja doba dolaze i odlaze."
Zahvaljujući dugogodišnjoj fasciniranošću proširenjem uma i njegovim metodama, Rheingold je vodio institut za noetičke znanosti i Xerox PARC. Tamo je radio na i pisao o najranijim osobnim računalima. To ga je navelo da napiše Tools for thought 1985, povijest ljudi iza osobnih računala. Oko toga vremena se prvi put priključio The WELLU - rano stvorenoj utjecajnoj online zajednici. Iskustvo istražuje u knjizi, The Virtual Community.
Također, 1985 Rheingold je ko-autor Out of the Inner Circle: Hakerski priručnik za računalnu sigurnost s bivšim hakerom Billom Landrethom. 1991. objavljuje: Virtualna stvarnost : Istražujući nove tehnologije umjetnog iskustva i interaktivnih svjetova iz kiberprostora u Teledildonics.
Nakon što je djelomično uredio Whole Earth Review, Rheingold je bio glavni urednik Millennium Whole Earth časopisa. Kratko nakon toga, angažiran je kao izvršni urednik HotWireda, jedne od prvih web stranica komercijalnog sadržaja objavljene 1994. od strane Wired magazina. Rheingold napušta HotWired, te ubrzo osniva Electric Minds 1996. kako bi promovirao i poticao rast online zajednice. Unatoč pohvalama, stranica je prodana 1997.
Godine 1998. stvorio je svoju sljedeću virtualnu zajednicu, Brainstorms, uspješnu privatnu webkonferencijsku zajednicu za pametne, intelektualne, civilne i odrasle osobe nastrojene prema budućnosti iz cijeloga svijeta. 2013. Brainstorms je navršio petnaest godina.
2002. godine Rheingold je objavio Smart Mobs, istražujući potencijal tehnologije za povećanje kolektivne inteligencije. Ubrzo nakon toga, u suradnji s Institutom za budućnost, Rheingold je nastojao razviti široko pojasnu pismenost suradnje.
2008. godine Rheingold postaje prvim suradnikom Instituta za budućnost, s kojim dugo ostaje povezan.
Rheingold je gostujući predavač na odsjeku za komunikaciju sveučilišta Stanford gdje predaje dva kolegija, "Digitalno novinarstvo" i "Virtualne zajednice i društvene mreže". Predavač je u U.C. Berkeleyovoj školi za informacije gdje predaje "Virtualne zajednice i društvene mreže" i gdje je prethodno predavao "Participativne medije / kolektivne akcije". Također je čest doprinositelj DMLcentralnom blogu  Arhivirana inačica izvorne stranice od 27. svibnja 2018. (Wayback Machine) na temama od nove medijske pismenosti do inovativnog učenja.
Rheingold živi u Mill Valleyu, Californija, sa suprugom Judy i kćeri Mamie. Pri ulasku na svoj video blog, pruža obilazak uređene garaže koja je postala "ured iz snova" i "ostvarenje njegova uma", gdje Rheingold apsorbira informacije, piše i stvara umjetnost.
Pridonio je eseju "Participativna pedagogija za pismenost literacije" u projektu knjige Freesouls.

## Odabrana bibliografija
- Talking Tech: A conversational Guide to Science and Technology, with Howard Levine (1982)
- Higher Creativity:Liberating the Unconscious for Breakthrough Insight, with Willis Harman (1984)
- Tools for Thought: The History and Future of Mind-Expanding Technology, (free in HTML form) (1985)
- Out of the Inner Circle, with Bill Landreth (1985)
- They Have a Word for It: A Lighthearted Lexicon of Untranslatable Words & Phrases (1988)
- The Cognitive Connection: Thought and Language in Man and Machine, with Howard Levine (1987)
- Excursions to the Far Side of the Mind (1988)
- Exploring the World of Lucid Dreaming, with Stephen LaBerge (1990)
- Virtual Reality (1991)
- The Virtual Community: Homesteading on the Electronic Frontier, (free in HTML form) (1993) ISBN 0-201-60870-7
- Millennium Whole Earth Catalog: Access to Tools and Ideas for the Twenty-First Century (1995)
- The Heart of the WELL (1998)
- The Virtual Community: Homesteading on the Electronic Frontier, (2000 reprint with some new material) ISBN 0-262-68121-8
- Rheingold, Howard (2002). Smart Mobs: The Next Social Revolution. Basic Books.
- Rheingold, Howard (2012). Net Smart: How to Thrive Online. The MIT Press. ISBN 0-262-01745-8.
- Rheingold, H. (2012). Mind amplifier: Can our digital tools make us smarter? New York, NY: TED Books

## Također pogledajte
- Kolektivna inteligencija
- Informativno društvo
- Virtualne zajednice
- Peter Kollock

## Vanjske poveznice
- - Howard Rheingold's Web site
  - Howard Rheingold's Patreon page hosting links, videos, paintings, and magical objects of paint & light
  - Howard Rheingold's Twitter feed
  - Smart Mobs weblog/book site
  - Talk on collaboration at TED conference
  - Reed College Alumni Magazine Profile  Arhivirana inačica izvorne stranice od 10. listopada 2013. (Wayback Machine)
  - Howard Rheingold and Andrea Saveri Introduce the Cooperation Project a 48MB QuickTime movie, hosted by the Internet Archive
  - Howard Rheingold interviewed on the TV show Triangulation on the TWiT.tv network